# Seznam uměleckých realizací ve veřejném prostoru ve Strašnicích
Seznam uměleckých realizací ve Strašnicích v Praze 10 obsahuje tvorbu výtvarných umělců umístěnou ve veřejném prostoru v katastrálním území Strašnice. Seznam je řazen podle ulic a nemusí být úplný.

## Seznam uměleckých realizací
| Název                                                                    | Fotografie                                                                                            | Lokace                                                             | Autor                                                     | Rok       | Popis                           | Poznámka |
| ------------------------------------------------------------------------ | --- | ------------------------------------------------------------------ | --------------------------------------------------------- | --------- | ------------------------------- | --- |
| Plastiky pro areál družstevních domů (9)                                 | Kategorie „Sculptures at Doubravčická street“ na Wikimedia Commons                                    | Doubravčická 50°3′58,36″ s. š., 14°30′16,31″ v. d.                 | Josef Špaček (1923–2001)                                  | 1971      | plastika, pískovec              | před vstupy na pozemky, č.p. 2199/1, 2200/3, 2201/1, 2202/4, 2203/6, 2204/8, 2205/13, 2206/15, 2207/10                   |
| Matka s dítětem                                                          | Kategorie „Matka s dítětem (Josef Šimek)“ na Wikimedia Commons                                        | Goyova 50°4′4,6″ s. š., 14°30′36,17″ v. d.                         | Josef Šimek (*1929)                                       | 1975      | socha, vračanský vápenec        | exteriér |
| Rozvíjející se květ                                                      | Kategorie „Rozvíjející se květ (Jan Holinka)“ na Wikimedia Commons                                    | Goyova 50°4′5,46″ s. š., 14°30′33,63″ v. d.                        | Jan Holinka (1938–2009)                                   | 1975      | socha, vračanský vápenec        | exteriér |
| Květ                                                                     | Kategorie „Fountain at Skalka station“ na Wikimedia Commons                                           | Goyova 50°4′4,52″ s. š., 14°30′29,68″ v. d.                        | Martin Zet (*1959)                                        | 1990      | fontána                         | Metro A-Skalka, atrium                                                                                                   |
| Mozaika pro základní školu (†)                                           | | Hostýnská 2100/2 50°4′46,44″ s. š., 14°29′39,83″ v. d.             |                                                           | 1968      | mozaika                         | základní škola; odstraněno                                                                                               |
| Slunce, voda, vzduch                                                     | Kategorie „Slunce, voda, vzduch (Jiří Prádler)‎“ na Wikimedia Commons                                  | Ke Strašnické 50°4′10,54″ s. š., 14°29′40″ v. d.                   | Jiří Prádler (1929–1993)                                  | 1989      | socha, pískovec                 | exteriér |
| Matka s dítětem                                                          | Kategorie „Matka s dítětem (Peter Oriešek, Dana Vachtová)‎“ na Wikimedia Commons                       | Ke Strašnické 50°4′10,28″ s. š., 14°29′37,33″ v. d.                | Peter Oriešek (1941–2015) Dana Vachtová (*1937)           | 1982      | socha, umělý kámen              | exteriér |
| Dotek                                                                    | | Michelangelova 50°4′22,23″ s. š., 14°30′37,54″ v. d.               | Jakub Flejšar (*1980)                                     | 2022      | socha, kov                      | exteriér, před Rezidencí Michelangelova                                                                                  |
| Domovní znamení (8†)                                                     | | Ke Strašnické 50°4′11,09″ s. š., 14°29′40,17″ v. d.                | neuveden                                                  |           | reliéf, pískovec                | nad vstupy do činžovní budovy, Ke Strašnické, Kolovratská                                                                |
| Motýli                                                                   | Kategorie „Přírodní motivy (mosaic by Jan Grimm)“ na Wikimedia Commons                                | Na Padesátém 50°4′4,72″ s. š., 14°30′28,42″ v. d.                  | Jan Grimm (1943–2012)                                     | 1990      | mozaika, kámen                  | Metro A-Skalka, vestibul                                                                                                 |
| Reliéfy nad vchody do bytových domů: můra, vlaštovka, kobylka            | | Na Padesátém 50°3′54,91″ s. š., 14°30′19,24″ v. d.                 | Vlasta Prachatická (*1929) Aleš Bořkovec (1923–2013)      | 1958–1959 | domovní znamení, umělý kámen    | nad vchody do bytových domů, více reliéfů                                                                                |
| Pítko                                                                    | | Na Palouku 50°4′37,8″ s. š., 14°29′23,2″ v. d.                     | Roman Wenzel (*1954)                                      | 2003      | prameník, opracovaná žula       | park Ivana Jilemnického                                                                                                  |
| Plastika pro Střední průmyslovou školu Na Třebešíně                      | | Na Třebešíně 2299/69 50°5′3,44″ s. š., 14°29′34,29″ v. d.          | Karel Kronych (*1926)                                     | 1975      | socha, žula                     | Střední průmyslová škola Na Třebešíně                                                                                    |
| Keramická stěna pro Strojní průmyslovou školu Na Třebešíně               | | Na Třebešíně 2299/69 50°5′3,44″ s. š., 14°29′34,29″ v. d.          | Pospíšilová                                               | 1979      | dekorativní stěna, keramika     | Střední průmyslová škola Na Třebešíně                                                                                    |
| Keramická fontána v areálu Střední průmyslové školy                      | | Na Třebešíně 2299/69 50°5′4,97″ s. š., 14°29′30,83″ v. d.          | Jan Rybák Eva Rybáková                                    | 1980      | fontána, keramika               | Střední průmyslová škola Na Třebešíně                                                                                    |
| Bouře                                                                    | Kategorie „Bouře (Ivan Jilemnický)“ na Wikimedia Commons                                              | Na Výsluní 50°4′39,35″ s. š., 14°29′23,35″ v. d.                   | Ivan Jilemnický (1944–2012)                               | 1982      | socha, pískovec                 | park Ivana Jilemnického                                                                                                  |
| Vodopád                                                                  | Kategorie „Vodopád (Ivan Jilemnický)“ na Wikimedia Commons                                            | Na Výsluní 50°4′37,8″ s. š., 14°29′24,94″ v. d.                    | Ivan Jilemnický (1944–2012)                               | 1982      | socha, pískovec                 | park Ivana Jilemnického                                                                                                  |
| Strom života                                                             | Kategorie „Strom života (Božena Kodymová)“ na Wikimedia Commons                                       | Nedvězská 50°4′9,72″ s. š., 14°30′19,25″ v. d.                     | Božena Kodymová (*1926)                                   | 1975      | socha, pískovec                 | exteriér |
| Keramická stěna - Louka                                                  | | Olešská 2222/18 50°3′51,15″ s. š., 14°30′40,8″ v. d.               | Pravoslav Rada (1923–2011) Jindřiška Radová (*1925)       | 1975      | dekorativní stěna, keramika     | základní škola |
| Ještěrky                                                                 | Kategorie „Ještěrky (Free Mozaik)“ na Wikimedia Commons                                               | Park Gutovka 50°4′19,32″ s. š., 14°29′31,92″ v. d.                 | Free Mozaik                                               | 2015      | mozaika                         | podpěrná zídka |
| Plastika                                                                 | Kategorie „Plastika (Slavoj Nejdl)“ na Wikimedia Commons                                              | Průběžná 50°4′12,57″ s. š., 14°29′23,66″ v. d.                     | Slavoj Nejdl (1929–2007)                                  | 1968      | socha, pískovec                 | exteriér |
| Tři reliéfy pro zdravotní středisko - Symbol lékárnictví a léčivé byliny | Kategorie „Reliefs at Průběžná 89“ na Wikimedia Commons                                               | Průběžná 633/89 50°3′53,68″ s. š., 14°30′15,13″ v. d.              | Zdeněk Šejnost (1921-2002)                                | 1960      | reliéf, pískovec                | symbol lékárnictví a léčivé byliny, při vstupním portálu do zdravotního střediska                                        |
| Geometrický reliéf                                                       | | Průběžná 3105/74 50°3′56,37″ s. š., 14°30′0,36″ v. d.              | neuveden                                                  | 1970–1979 | reliéf, keramika                | Na průčelí hasičské stanice č. 5                                                                                         |
| Stěna s reliéfem                                                         | | Rubensova 2237/2 50°4′5,08″ s. š., 14°30′32,05″ v. d.              | Jan Holinka (1938–2009)                                   | 1973      | dekorativní stěna; kámen, beton | u nákupního střediska mezi ulicemi Rubensova a Goyova                                                                    |
| Stěna s reliéfem II                                                      | | Rubensova 2238/4 50°4′5,13″ s. š., 14°30′35,24″ v. d.              | Jan Holinka (1938–2009)                                   | 1973      | dekorativní stěna; kámen, beton | u nákupního střediska mezi ulicemi Rubensova a Goyova                                                                    |
| Dekorativní plastika                                                     | Kategorie „Dekorativní plastika (Václav Rubeška)“ na Wikimedia Commons                                | Služeb 3056/4 50°4′33,41″ s. š., 14°31′16,13″ v. d.                | Václav Rubeška                                            | 1979      | socha, pískovec                 | exteriér |
| Rodina (†)                                                               | Kategorie „Rodina (Vladimír Navrátil, Bohumil Teplý)“ na Wikimedia Commons                            | Sazečská 50°4′35,24″ s. š., 14°30′59,19″ v. d.                     | Vladimír Navrátil (1907–1975) Bohumil Teplý (*1932)       | 1978      | socha, bronz                    | Metro A-Depo Hostivař, původně u stanice metra Flora, při výstavbě OC Flora přesunuta . Zpět na Floře od 25. října 2021. |
| Výhonky v parku                                                          | Kategorie „Sculpture in the park Na Solidaritě“ na Wikimedia Commons                                  | Solidarity 50°4′37,19″ s. š., 14°29′58,73″ v. d.                   | Pavel Vilímek (*1939)                                     |           | socha, kov                      | park Na Solidaritě |
| Plechová fontána v parku Na Solidaritě (†)                               | | Solidarity 50°4′31,43″ s. š., 14°29′59,65″ v. d.                   | neuveden                                                  | 1947–1951 | fontána, kov                    | park Na Solidaritě, zrušena do roku 1989                                                                                 |
| Reliéf pro společenský dům Solidarita                                    | | Solidarity 1986/53 50°4′31,25″ s. š., 14°29′57,18″ v. d.           | Valerián Karoušek (1929–1970)                             | 1961      | reliéf, beton                   | bývalé Divadlo Solidarita                                                                                                |
| Plastická stěna (†)                                                      | | Starostrašnická 50°4′22,03″ s. š., 14°29′28,37″ v. d.              | Karel Vaňura (*1937)                                      | 1987      | dekorativní stěna               | Metro A-Strašnická, stěna zakryta obchodem                                                                               |
| Ležící torzo                                                             | | Štěchovická 2296/2a 50°4′18,5″ s. š., 14°29′59,99″ v. d.           | Lubomír Růžička (*1938)                                   | 1972      | socha, vápenec                  | před hotelem |
| Spojení s kosmem (†)                                                     | Kategorie „Spojení s kosmem (Olbram Zoubek)“ na Wikimedia Commons                                     | U Nákladového nádraží 3152/6 50°4′59,53″ s. š., 14°28′42,79″ v. d. | Olbram Zoubek (1926–2017)                                 | 1990      | socha                           | od 2014 v Břevnově u nového sídla Českých radiokomunikací                                                                |
| Rychlost                                                                 | Kategorie „Rychlost (Jiří Novák)“ na Wikimedia Commons                                                | V Rybníčkách 1980/31 50°4′15,17″ s. š., 14°30′23,37″ v. d.         | Jiří Novák (1922–2010)                                    | 1960–1961 | socha, sklolaminát, kov         | před základní školou |
| Památník horolezců zahynulých v Peru                                     | Kategorie „Pomník obětem horolezecké výpravy v Huascaránu 1970 (Miloslav Hejný)“ na Wikimedia Commons | V Úžlabině 50°4′46,03″ s. š., 14°29′55,36″ v. d.                   | Miloslav Hejný (1925–2013) B. Rychlík Milan Vácha (*1944) | 1973      | socha, hořický pískovec         | Československá expedice Peru 1970                                                                                        |
| Dar Země                                                                 | | V Úžlabině 3068/19 50°4′47,13″ s. š., 14°29′57,63″ v. d.           | Milan Vácha (*1944)                                       | 1979      | reliéf, kámen                   | u vchodu do hotelu |
| Řečiště                                                                  | Kategorie „Řečiště (Ivan Jilemnický)“ na Wikimedia Commons                                            | Vilová 50°4′25,59″ s. š., 14°29′16,7″ v. d.                        | Ivan Jilemnický (1944–2012)                               | 2001      | socha, hořický pískovec         | Trmalova vila |